# مسعود همامی
مسعود همامی (زادهٔ ۱۱ اردیبهشت ۱۳۶۲ در اصفهان) دروازه‌بان سابق فوتبال اهل ایران است.
وی سابقهٔ عضویت در تیم‌های سپاهان اصفهان، مقاومت سپاسی، راه‌آهن شهرری، شهرداری تبریز، ذوب‌آهن اصفهان، پیکان تهران، پرسپولیس تهران، پاس همدان، تراکتورسازی تبریز، سیاه‌جامگان و ماشین‌سازی تبریز را دارد.

## افتخارات
- لیگ برتر
- نایب قهرمانی در لیگ برتر فوتبال ایران ۸۷-۱۳۸۶ به همراه تیم سپاهان
- جام حذفی
- قهرمانی در جام حذفی ۸۵-۱۳۸۴ به همراه تیم سپاهان
- قهرمانی در جام حذفی ۸۶-۱۳۸۵ به همراه تیم سپاهان
- لیگ قهرمانان آسیا
- نایب قهرمانی در لیگ قهرمانان آسیا ۲۰۰۷ به همراه تیم سپاهان

افتخارات دوران مربیگری 
- قهرمانی در لیگ آزادگان (۱۴۰۰-۱۳۹۹) به همراه باشگاه فجر سپاسی شیراز